# 프리틀란트 전투
프리틀란트 전투(영어: Battle of Friedland)는 나폴레옹 보나파르트가 프로이센의 프리틀란트에서 러시아 제국군을 전술적 천재성을 보여주며 무찌르고 대승을 거둔 전투이다.

## 전투 과정

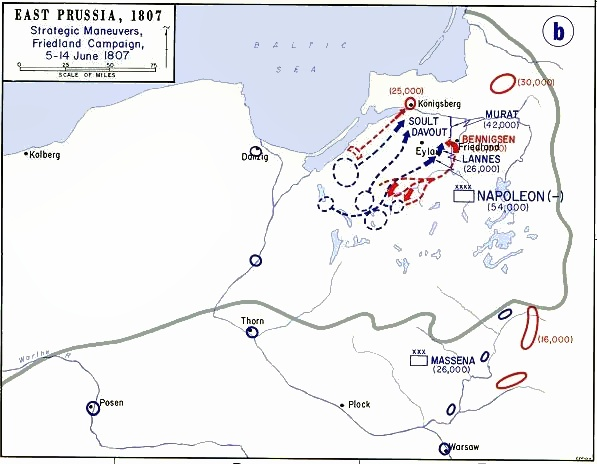
1807년 6월 5일~14일까지 프리틀란트 전역의 지도

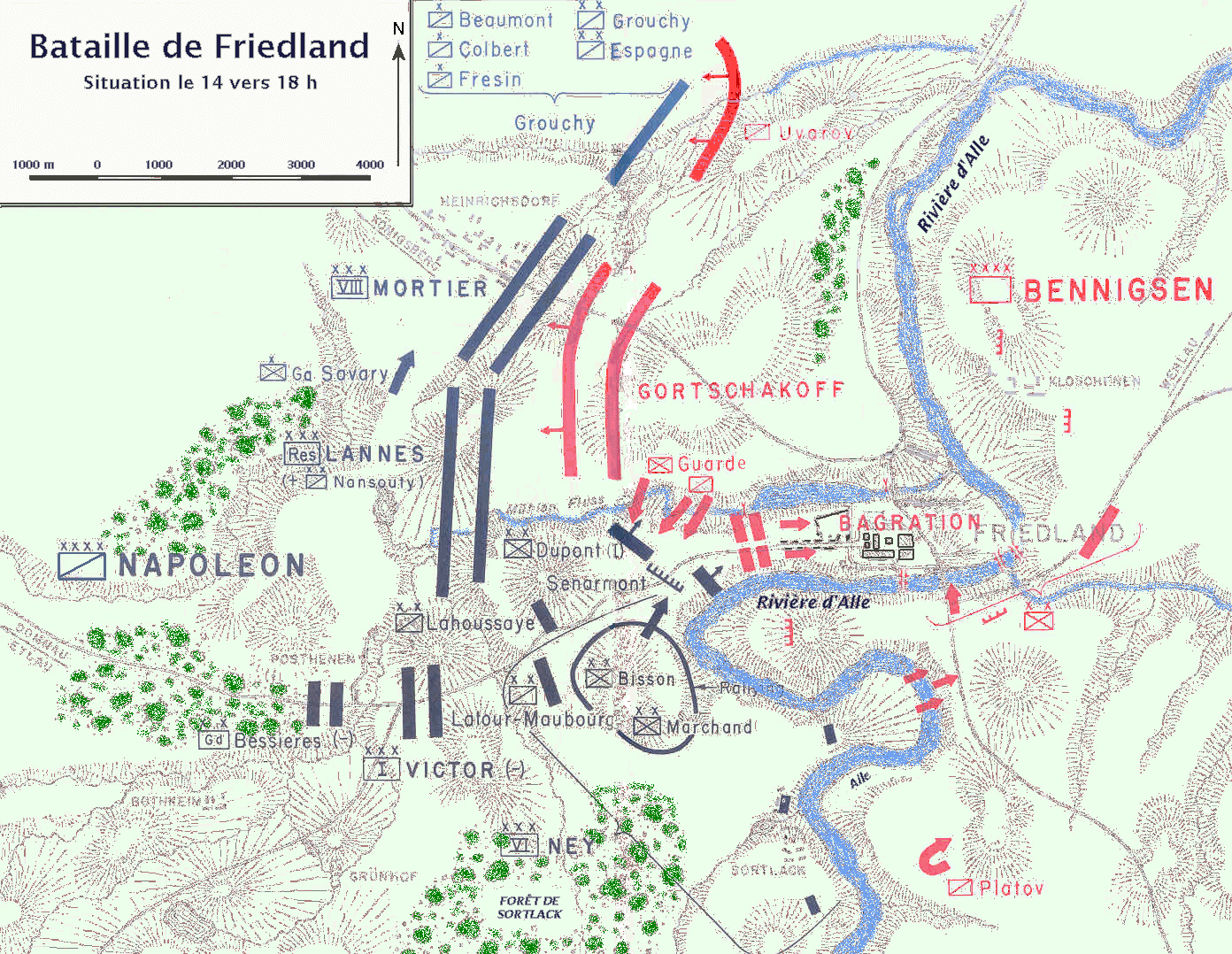
6월 14일 프리틀란트 전투 배치도

프랑스 제1제국과 러시아 제국의 두 군대는 오스트프로이센 쾨니히스베르크 시로부터 동남쪽으로 43km 떨어진 프리틀란트(Friedland, 지금의 러시아 프라브딘스크)에서 전투를 벌였다. 나폴레옹은 폴란드-리투아니아 연방, 네덜란드 연합왕국, 이탈리아반도, 독일 공국 부대를 포함해 8만 명이었고 러시아군은 5만 8000명의 대군과 프로이센의 지원군 2만 5000명까지 합쳐 8만 3000명이었다.
표트르 바그라티온 공이 지휘하는 러시아군은 알레 강 서안으로 건너가 6월 14일 새벽에 프랑스의 장 란 원수를 공격했고 2:1 불리한 대열에 놓은 란 원수는 끝까지 저항하며 9시간을 버텼다. 오후 5시경에 나폴레옹은 6만 5000명을 이끌고 러시아군을 공격해 7시경에는 러시아군을 프리틀란트 마을로 몰아넣었다. 마을에 밀집된 러시아군은 프랑스군의 대포 세례로 막대한 피해를 입었고 1만 9000명에 달하는 러시아군이 살해되거나 포로, 또는 프랑스군이 끊어놓은 다리를 건너다가 강에 빠져 익사했다.
베니히센 장군의 군대는 완전히 박살 나 다음날 6월 15일에 프로이센군을 이끌고 온 안톤 레스토크 장군은 2만 5000명을 이끌고 쾨니히스베르크(Königsberg, 지금의 러시아 칼리닌그라드) 시를 포기하고 틸지트(Tilsit, 지금의 러시아 소베츠크)로 퇴각했고 프랑스군은 쾨니히스베르크 시를 점령했다. 전투 후에 러시아 제국의 알렉산드르 1세 황제는 틸지트에서 나폴레옹과 틸지트 조약을 체결했다.

## 같이 보기
- 나폴레옹 전쟁
- 나폴레옹 보나파르트